# Projeto Nike

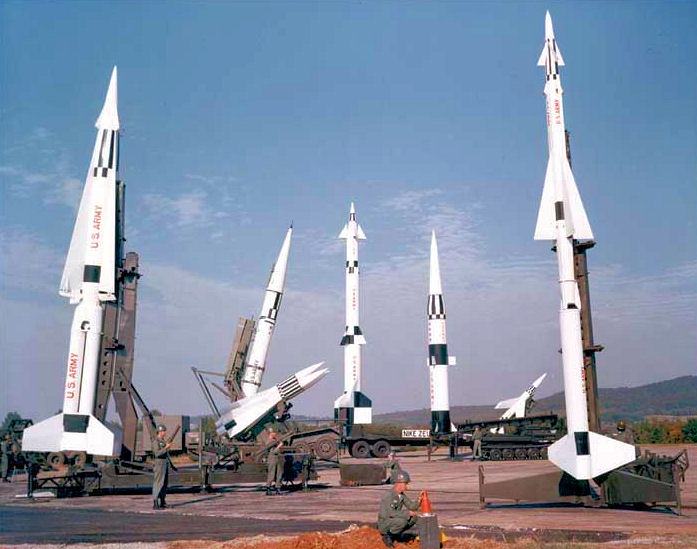
Família de mísseis Nike exibida no Arsenal Redstone, Alabama. A partir da esquerda: MIM-14 Nike Hercules, MIM-23 Hawk (frente), MGM-29 Sergeant (atrás), LIM-49 Spartan, MGM-31 Pershing, MGM-18 Lacrosse, MIM-3 Nike Ajax.

O projeto Nike foi um projeto do exército americano proposto em Maio de 1945 pela Bell Laboratories para desenvolver um sistema não detectável de mísseis antiaéreos.
Esse projeto disponibilizou para os Estados Unidos o primeiro sistema desse tipo, o Nike Ajax, em 1953.

## Origens

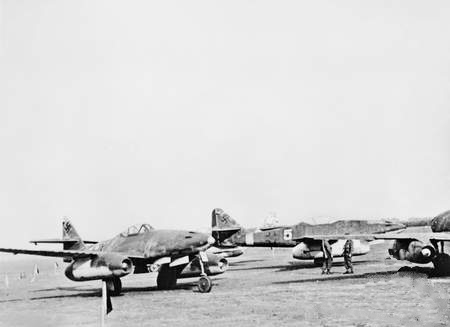
Uma caça a jato ME-262 em Fassberg - 1945.

O planejamento para o projeto Nike (nome da deusa da vitória da mitologia grega) teve início nos últimos meses da Segunda Guerra Mundial, quando o exército Americano se deu conta de que a artilharia convencional não seria mais capaz de fornecer uma defesa adequada contra os aviões a jato cada vez mais rápidos, mais manobráveis e com um teto de serviço tão alto.
Durante o ano de 1945, a  Bell Laboratories produziu um relatório no qual os primeiros conceitos do projeto Nike foram esboçados. Esse relatório previa um míssil supersônico de dois estágios, que poderia ser guiado para o seu alvo de uma base em terra. A principal vantagem sobre a artilharia convencional era que o míssil Nike poderia "seguir" o seu alvo mesmo que este usasse de manobras evasivas.

## Evolução

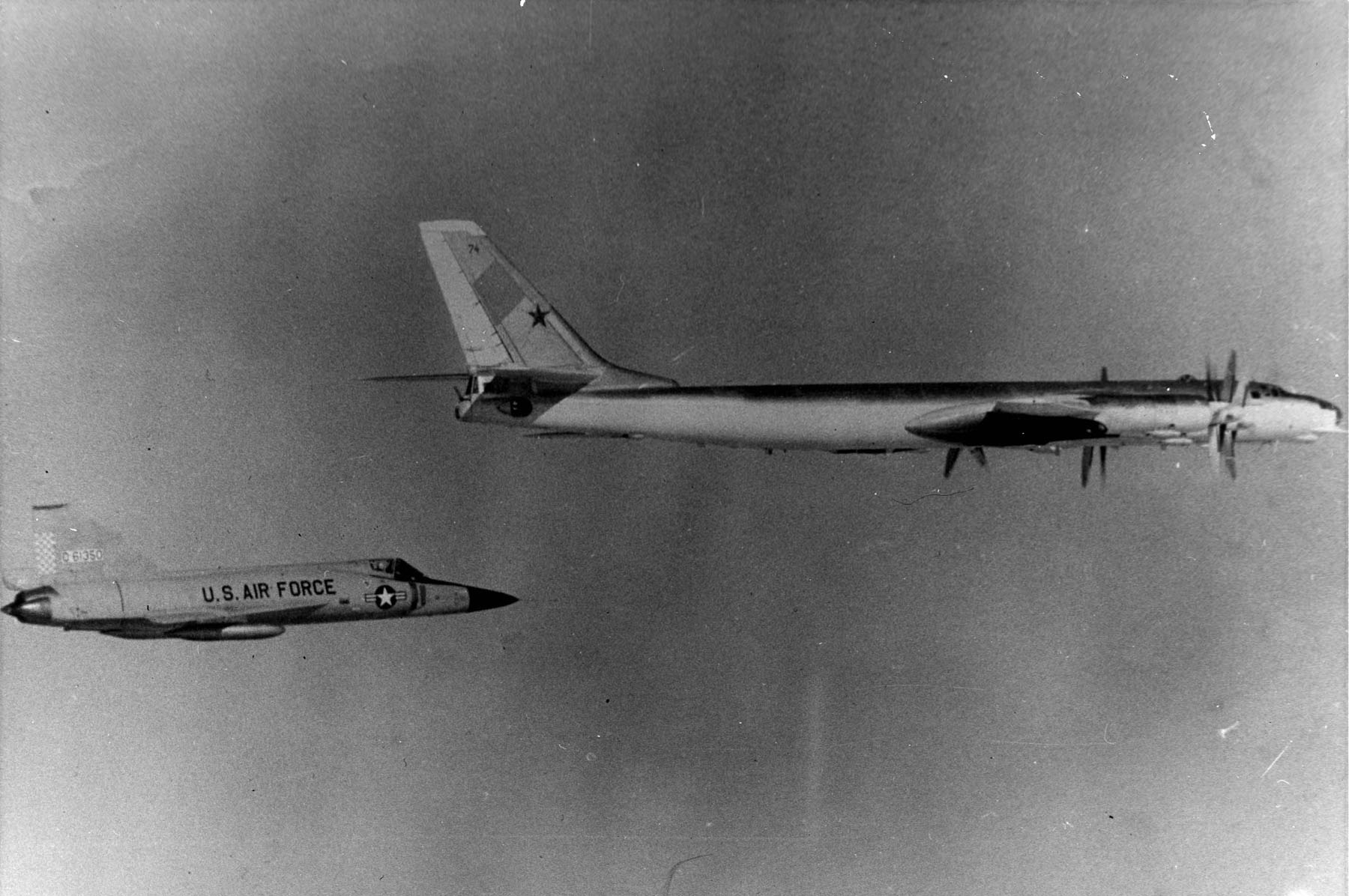
Um avião bombardeiro Soviético de longo alcance sendo interceptado por um caça Americano.

Durante a primeira década da Guerra Fria (1945-1955), a União Soviética começou a desenvolver uma série de Aviões Bombardeiros de longo alcance, capazes de atingir o solo Americano. A ameaça potencial desse tipo de arma se tornou ainda maior quando os Soviéticos explodiram a sua primeira bomba atômica.
A conscientização desse perigo serviu de motivação para acelerar o desenvolvimento do projeto Nike. O início dos conflitos na Coreia, aceleraram ainda mais o processo.
O objetivo final desse projeto era servir como uma última linha de defesa a ser utilizada em áreas estratégicas, se os caças de interceptação falhassem em destruir os bombardeiros de ataque do inimigo, ainda à uma grande distância dos seus alvos.

## A entrega

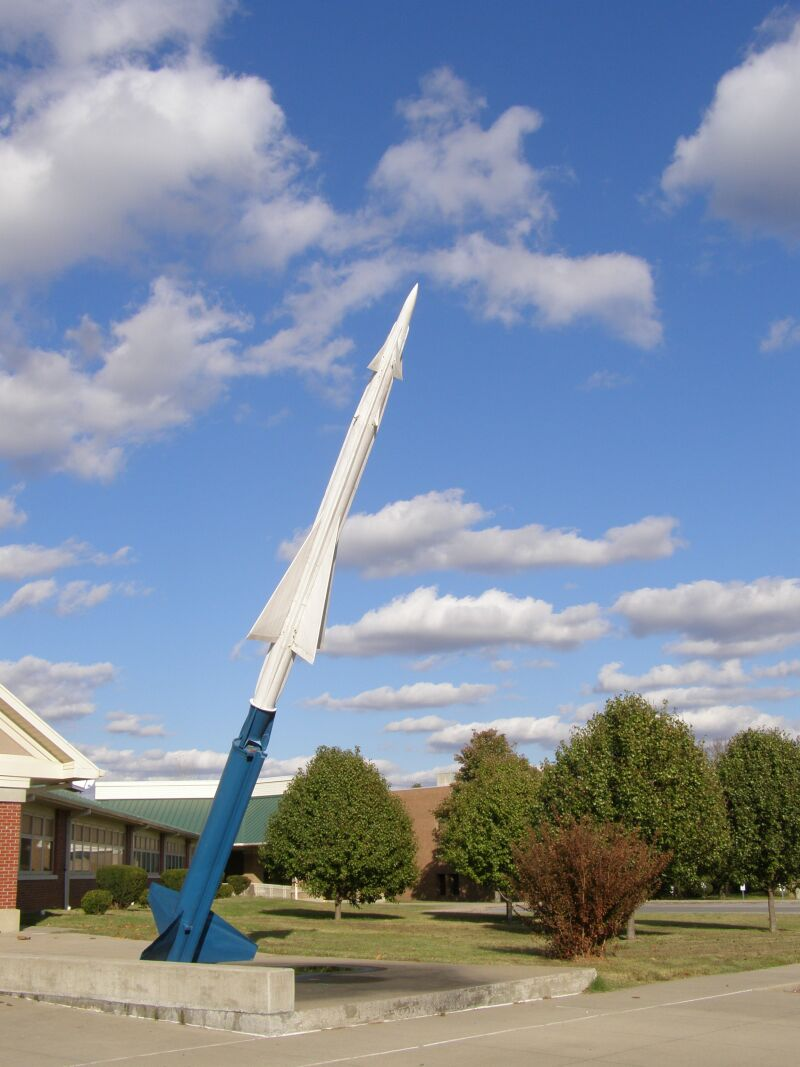
Um Nike Ajax exposto em Marion, Kentucky.

O primeiro teste bem sucedido de um míssil Nike ocorreu em 1951. Esse primeiro míssil mais tarde veio a ser chamado de Nike Ajax. Este era um míssil de dois estágios, sendo o primeiro estágio o foguete de combustível sólido Nike propriamente dito, e o segundo, o foguete Ajax de combustível líquido,  porém usando componentes que apesar de tóxicos podiam ser armazenados à temperatura ambiente.
O foguete Nike do primeiro estágio queimava por apenas 3 segundos, mas acelerava o veículo com uma potência de 25 vezes a força da gravidade. O foguete Ajax que servia de segundo estágio, alcançava velocidades de mais de 2.500 km/h e altitudes de mais de 21 km.
O seu alcance era de apenas 40 km, o que limitava a sua efetividade como arma de defesa aérea, mas sem dúvida ainda era muito mais efetivo que a artilharia convencional. Por tudo isso, os trabalhos no seu sucessor começaram já enquanto os primeiros Nike Ajax estavam sendo instalados nas suas bases de lançamento recém construídas.

### Características
| Altura (sem o auxiliar) | 6.40 m; auxiliar: 4.21 m |
| Envergadura das asas    | 1.37 m |
| Diâmetro                | 0.30 m |
| Massa (sem o auxiliar)  | 450 kg; auxiliar: 660 kg |
| Velocidade              | Mach 2,3 |
| Apogeu                  | 21300 m |
| Alcance                 | 48 km |
| Propulsão               | Auxiliar: foguete de combustível sólido M5 da Allegheny Ballistics Lab.; 246 kN por 3 segundos Principal: foguete de combustível líquido da Bell; 11.6 kN |
| Carga Útil              | três alternativas de artefatos de fragmentação HE: 5.44 kg, 81.2 kg, 55.3 kg                                                                              |

## O sucessor
Um amplo conjunto de tecnologias e sistemas de foguetes usados para desenvolver o Nike Ajax foi reutilizado depois para um grande número de funções, muitas das quais foram nomeadas usando o prefixo Nike. O sucessor do Nike Ajax, foi o Nike Hercules. Os requisitos para esta nova versão eram: Aumento de velocidade, alcance e altitude, e também ser capaz de carregar uma ogiva nuclear.
Para isso, o primeiro estágio desse modelo era uma "penca" de quatro foguetes Nike, e o segundo estágio o Hércules, um foguete mais potente, porém de combustível sólido o que facilitava muito o seu manuseio e armazenamento. Esse modelo era muito mais potente que seu antecessor em todos os aspectos, atingindo um alcance de 144 km, velocidade de 4.300 km/h e altitude de 45 km.

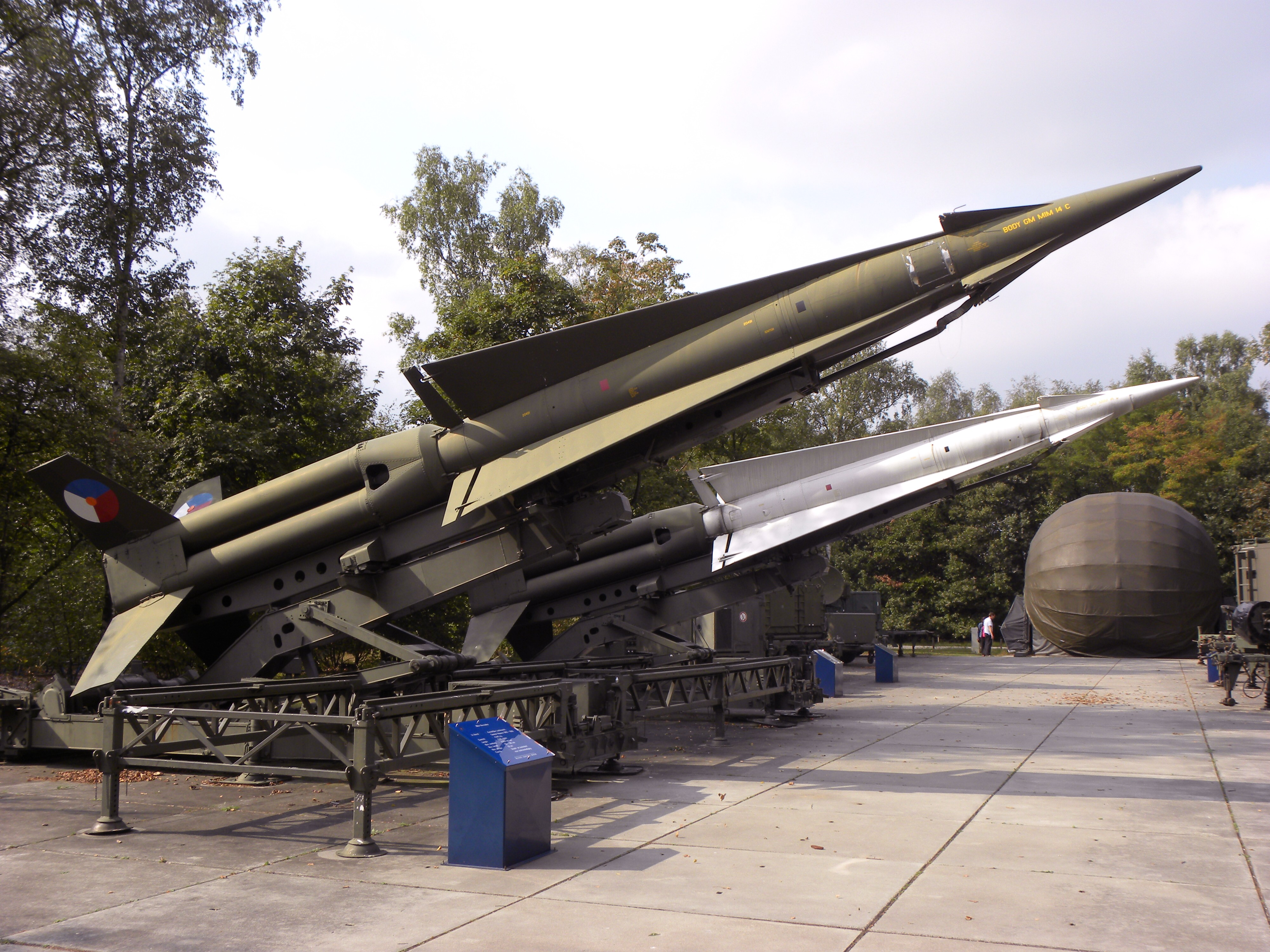
Um míssil Nike Hercules sendo exibido ao ar livre.

### Características
| Altura (sem o auxiliar) | 8.18 m; auxiliar: 4.34 m |
| Envergadura das asas    | 1.88 m; auxiliar: 3.50 m |
| Diâmetro                | 0.53 m; auxiliar: 0.80 m |
| Massa (sem o auxiliar)  | 2505 kg; auxiliar: 2345 kg |
| Velocidade              | Mach 3.65 |
| Apogeu                  | 45700 m |
| Alcance                 | 140 km |
| Propulsão               | Auxiliar: Hercules M42 (4x M5E1 Nike auxiliares em "penca"); 978 kN no total Principal: foguete Thiokol M30 de combustível sólido; 44.4 kN |
| Carga Útil              | artefato de fragmentação M17 ou artefato nuclear W-31 (2 kT ou 40 kT)                                                                      |

## O legado

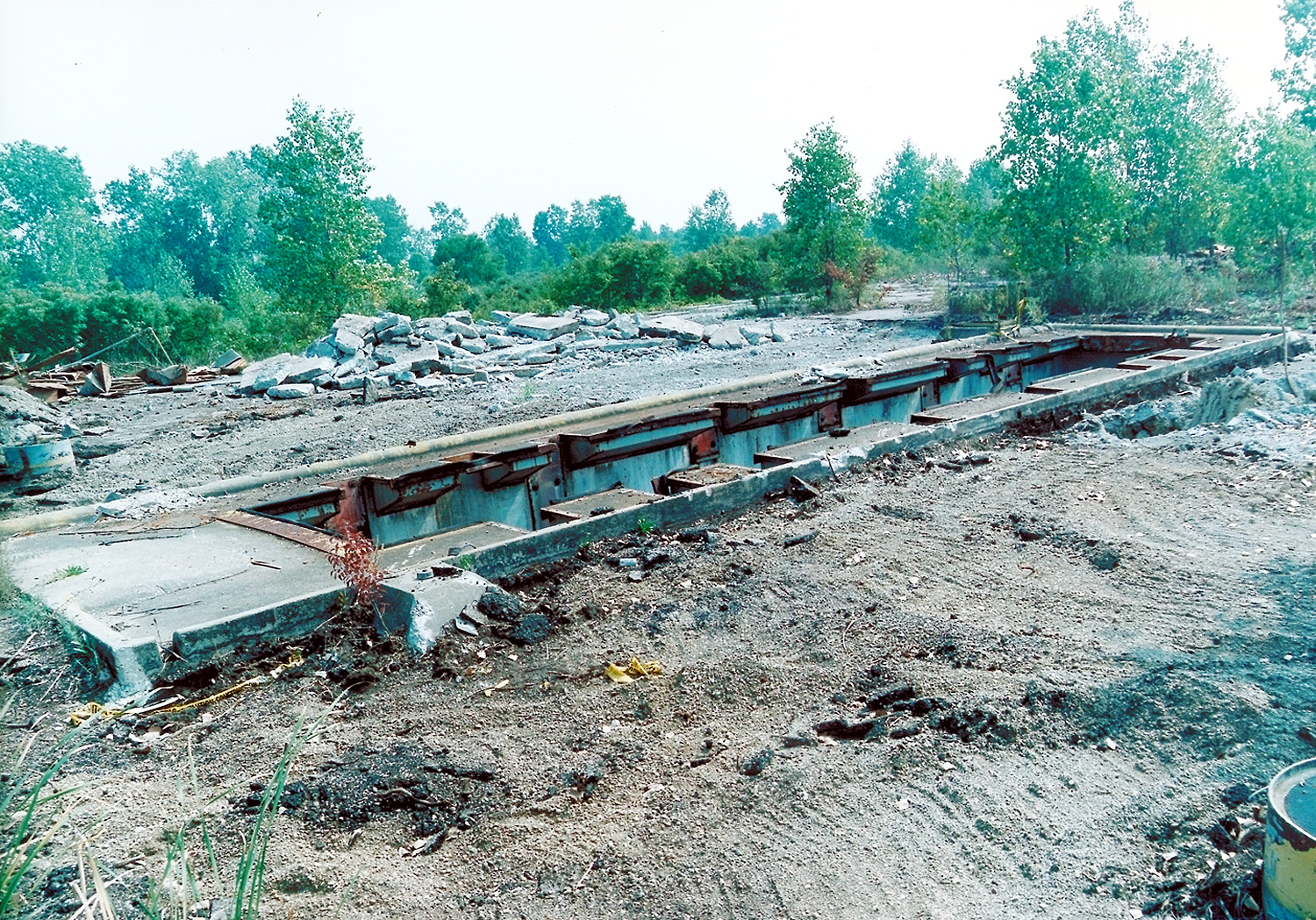
Foto de 1996 dos restos de uma antiga base do projeto Nike em Newport, Michigan.

No início da década de 60, como os bombardeiros Soviéticos deixavam de ser uma ameaça, toda a estrutura do projeto Nike começou a se mostrar desnecessária e começou a ser desmontada. Já em 1974, todas as bases estavam desativadas.
Apesar disso, o primeiro estágio de combustível sólido desse projeto se tornou a base de vários outros (mais de 40 combinações diferentes), incluindo o Nike Smoke da NASA, usado para pesquisas na atmosfera superior.

## O Nike como foguete de sondagem
Segue a lista dos principais modelos que tiveram o Nike como base:
- Nike Apache
- Nike Asp
- Nike Black Brant
- Nike Cajun
- Nike Deacon
- Nike Hawk
- Nike Hydac
- Nike Iroquois
- Nike Javelin
- Nike Malemute
- Nike Nike
- Nike Orion
- Nike Recruit
- Nike Smoke (NASA)
- Nike T40 T55
- Nike Tomahawk
- Nike Viper I
- Nike Yardbird
- Nike Zeus